# Aldealengua
Aldealengua là một đô thị ở tây bắc tỉnh Salamanca, phía tây Tây Ban Nha, thuộc cộng đồng tự trị Castile-Leon.
Đô thị này có diện tích 5,48 km2, dân số năm 2008 là 640 người. Khu vực này có độ cao 800 mét trên mực nước biển.